# Poecilia wandae
Poecilia wandae es un pez de la familia de los pecílidos en el orden de los ciprinodontiformes.

## Distribución geográfica
Se encuentra en Sudamérica: Venezuela.